# خارلته
خارلَته (در متون طب سنتی ذنب السبع، کتگر صحرائی) (نام علمی: Cirsium arvense) نام یک گونه از تیره کاسنیان است.
نام‌های دیگر این گیاه خارکَنگَر و کنگر صحرایی هستند.